# 弗勒代尼鄉 (雅洛米察縣)
44°36′N 27°51′E / 44.6°N 27.85°E
弗勒代尼鄉（羅馬尼亞語：Vlădeni, Ialomița），是羅馬尼亞的鄉份，位於該國南部，由雅洛米察縣負責管轄，面積117平方公里，海拔高度12米，2007年人口2,080，人口密度每平方公里18人。